# Tràn máu màng phổi
Tràn máu màng phổi là sự tích tụ máu trong khoang màng phổi. Triệu chứng cơ năng của tràn máu màng phổi gồm đau ngực và khó thở, trong khi triệu chứng thực thể (triệu chứng tìm được khi thăm khám lâm sàng) là rì rào phế nang giảm ở bên bị ảnh hưởng kèm nhịp tim nhanh. Tràn máu màng phổi thường do chấn thương, nhưng cũng có thể tự phát do ung thư xâm lấn khoang màng phổi, do rối loạn đông máu, do lạc nội mạc tử cung, phối hợp với bệnh cảnh tràn máu-tràn khí màng phổi.
Trong bệnh cảnh của tràn máu màng phổi, bác sỹ thường chỉ định cận lâm sàng chụp X-quang ngực để chẩn đoán, nhưng một số phương tiện chẩn đoán hình ảnh khác siêu âm, chụp CT hoặc MRI cũng có thể phát hiện bệnh. Máu có thể phân biệt với các loại dịch khác trong khoang màng phổi bằng cách chọc dò màng phổi, chẩn đoán xác định khi hematocrit > 50% so với máu của người đó. Điều trị tràn máu màng phổi bằng cách dẫn lưu màng phổi. Có thể phải tiến hành phẫu thuật nếu máu vẫn tiếp tục chảy. Tiên lượng bệnh thường tốt. Các biến chứng của tràn máu màng phổi gồm tràn mủ màng phổi và xơ hóa màng phổi.

## Đại cương
Phổi được bao bọc bởi hai lớp mô gọi là màng phổi. Khoảng không gian giữa hai lớp này, được gọi là khoang màng phổi. Ở hầu hết những người khỏe mạnh, hai lớp này áp sát vào nhau, ở giữa một lượng nhỏ dịch màng phổi. Trong một số trạng thái bệnh nhất định, khoang màng phổi chứa nhiều dịch hơn so với bình thường. Sự tích tụ dịch trong khoang màng phổi được gọi là tràn dịch màng phổi.

## Triệu chứng cơ năng và triệu chứng thực thể
Triệu chứng cơ năng và triệu chứng thực thể gồm lo lắng, thở nhanh, bồn chồn, sốc, da xanh, niêm mạc nhợt, da lạnh. Khi gõ vào vùng phổi có tràn máu màng phổi sẽ nghe thấy tiếng đục, nghe rì rào phế nang giảm. Tràn máu có thể kết hợp với tràn khí màng phổi, gây xẹp phổi. Tràn máu nặng được định nghĩa là ban đầu có trên 1,5 lít máu khi đặt dẫn lưu hoặc tốc độ chảy máu lớn hơn 0,2 lít/giờ, có thể dẫn đến sốc do hai nguyên nhân: chảy máu ồ ạt do sốc giảm thể tích và áp lực tĩnh mạch do máu bị giữ lại, làm giảm lưu lượng tuần hoàn.

## Nguyên nhân
Tràn máu màng phân loại thành ba loại lớn theo nguyên nhân theo thứ tự tần suất gặp phải: do chấn thương, do thầy thuốc hoặc không do chấn thương. Cả ba loại đều có thể ảnh hưởng đến các động mạch chính và dẫn đến tử vong do mất máu.

### Tràn máu màng phổi do chấn thương
Tràn máu màng phổi thường được gây ra bởi chấn thương thẳng hoặc xuyên thấu ở ngực. Trong các trường hợp chấn thương mức độ nặng, tràn máu màng phổi thường xảy ra khi gãy xương sườn làm tổn thương các mạch máu gian sườn (còn gọi là mạch máu liên sườn) hoặc mạch máu trong nhu mô phổi. Trong bệnh cảnh chấn thương xuyên thấu, tràn máu màng phổi xảy ra do một loạt chấn thương ảnh hưởng trực tiếp đến các mạch máu ở thành ngực, nhu mô phổi hoặc tim. Nếu các mạch máu lớn như động mạch chủ bị tổn thương, lượng máu mất đi có thể rất lớn. Chấn thương ngực mức độ nhẹ có thể gây tràn máu màng phổi khi khả năng đông máu giảm do bệnh nhân dùng thuốc chống đông hoặc khi có rối loạn chảy máu như bệnh hemophilia.

### Tràn máu màng phổi do thầy thuốc
Tràn máu màng phổi do thầy thuốc là một biến chứng của phẫu thuật tim và phổi, ví dụ: vỡ động mạch phổi do đặt catheter (ống thông y tế), phẫu thuật mở lồng ngực, chọc dò màng phổi. Nguyên nhân phổ biến nhất là đặt catheter tĩnh mạch dưới đòn và dẫn lưu màng phổi, với tỷ lệ xảy ra khoảng 1%. Đôi khi catheter Swan-Ganz gây vỡ động mạch phổi và gây tràn máu màng phổi. Tràn máu màng phổi do thầy thuốc cũng có thể do các thủ thuật khác như sinh thiết màng phổi, phổi hoặc sinh thiết xuyên phế quản, trong quá trình hồi sức tim phổi, thủ thuật Nuss, hoặc nội soi điều trị giãn tĩnh mạch thực quản. Tràn máu màng phổi gây thiếu máu phổ biến hơn ở những người bị bệnh thận mạn tính trong phòng hồi sức tích cực.

### Tràn máu màng phổi không do chấn thương
Tràn máu màng phổi không do chấn thương có thể xảy ra một cách tự phát nhưng ít thường xuyên. Tràn máu màng phổi không do chấn thương thường xảy ra như một biến chứng của một số dạng ung thư nếu khối u xâm lấn khoang màng phổi. Các loại ung thư gây ra tràn máu màng phổi bao gồm sacroma mạch (u mạch máu ác tính), u tế bào Schwann, u trung biểu mô, u tuyến ức, u tế bào mầm và ung thư phổi. Tràn máu màng phổi đáng kể có thể xảy ra do vỡ các mạch nhỏ tự phát khi khả năng đông máu của máu giảm do dùng thuốc chống đông máu. Trong các trường hợp gây ra bởi liệu pháp chống đông máu, nguy cơ tràn máu màng phổi cao trong giai đoạn 4-7 ngày sau khi bắt đầu điều trị bằng thuốc chống đông máu. Trong trường hợp điều trị thuyên tắc phổi có biến chứng tràn máu màng phổi, tràn máu màng phổi thường ở phía bên của vị trí thuyên tắc ban đầu. Những ca bệnh có sự tích tụ bất thường của không khí trong khoang màng phổi (tràn khí màng phổi) có thể chảy máu vào khoang, xảy ra trong khoảng 5% các trường hợp tràn khí màng phổi tự phát, đặc biệt là khi vỡ kén khí. Sự kết hợp giữa không khí và máu trong khoang màng phổi được gọi là tràn khí-tràn máu màng phổi. Sự phát triển của xương trong quá trình tạo u xương lành tính có thể tạo ra các cạnh sắc nhọn làm tổn thương động mạch lân cận gây tràn máu màng phổi. Bà mẹ trong giai đoạn hậu sản cũng có thể bị tràn máu màng phổi không do chấn thương do sự thay đổi áp lực lồng ngực trong quá trình chuyển dạ.

#### Mạch máu
Các nguyên nhân mạch máu của tràn máu màng phổi bao gồm vỡ động mạch chủ xuống, trong trường hợp này ban đầu nó liên quan đến vùng màng phổi trái và trung thất do vùng lân cận gần với khoang màng phổi. Hiếm khi vỡ động mạch chủ ngực gây tràn máu màng phổi, nhưng chảy máu thường xảy ra trong khoang màng ngoài tim. Rách mạch máu tự phát có nhiều khả năng xảy ra hơn ở những người có các rối loạn làm thành mạch yếu, chẳng hạn như một số dạng của hội chứng Ehlers-Danlos, các rối loạn dẫn đến dị dạng mạch máu trong hội chứng Rendu-Osler-Weber hoặc trong các rối loạn chảy máu khó cầm như như hemophilia và bệnh giảm huyết khối Glanzmann. Các nguyên nhân hiếm gặp khác của tràn máu màng phổi: u sợi thần kinh loại 1 và rối loạn tạo máu ngoài tủy.

#### Tràn máu màng phổi theo chu kỳ kinh nguyệt
Lạc nội mạc tử cung hiếm khi gây tràn máu màng phổi. Mô nội mạc tử cung lạc lên trên bề mặt màng phổi có thể bị chảy máu do phản ứng với những thay đổi nội tiết tố của chu kỳ kinh nguyệt, gây ra hiện tượng tràn máu màng phổi theo chu kỳ kinh nguyệt do lạc nội mạc tử cung ở ngực. Có thể đi kèm với tràn khí màng phổi, ho ra máu và nốt mờ phổi đơn độc do lạc nội mạc tử cung. Tràn máu màng não chiếm 14% các trường hợp hội chứng lạc nội mạc tử cung ở ngực trong khi tràn khí màng phổi chiếm 73%, ho ra máu chiếm 7% và nốt mờ đơn độc ở phổi chiếm 6%.

## Cơ chế

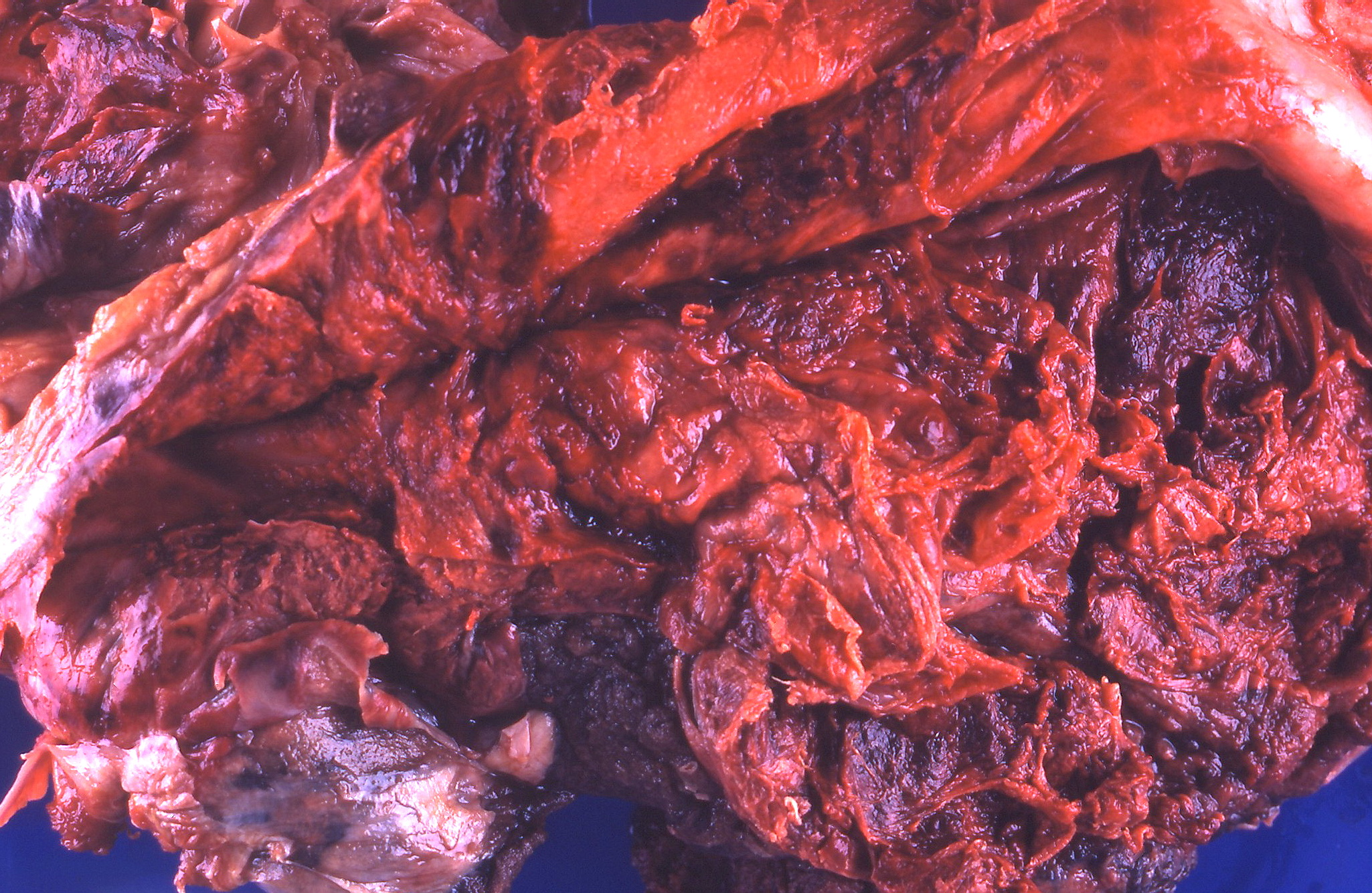
Tiêu bản khám nghiệm tử thi cho thấy khối máu đông lớn lấp đầy toàn bộ khoang màng phổi.

Khi tràn máu màng phổi, máu sẽ tràn ngập vào trong khoang màng phổi. Mất máu tuần hoàn gây nên một số biểu hiện của mất thể tích tuần hoàn. Thứ nhất, khi máu tích tụ trong khoang màng phổi, máu bắt đầu cản trở chuyển động bình thường của phổi, cản trở một hoặc cả hai phổi giãn nở hoàn toàn và do đó cản trở sự vận chuyển bình thường của oxy và carbon dioxide đến và đi từ máu. Thứ hai, máu bị thất thoát vào khoang màng phổi sẽ không thể lưu thông được nữa. Tràn máu màng phổi có thể dẫn đến mất máu một cách đáng kể - mỗi bên phổi có thể chứa hơn 1500 ml máu, chiếm hơn 25% tổng lượng máu trung bình của một người trưởng thành. Cơ thể sẽ có đáp ứng để đối phó với tình trạng mất máu, cố gắng bù đắp lại sự giảm thể tích tuần hoàn bằng cách duy trì huyết áp: tim phải bơm mạnh hơn và nhanh hơn, co thắt các mạch máu nhỏ ở tay và chân. Các cơ chế bù trừ này có thể được nhận biết bằng cách đo nhịp tim nghỉ ngơi (nhịp nhanh) và sờ vào bàn tay, bàn chân (lạnh đầu chi).
Nếu máu trong khoang màng phổi không được loại bỏ thì cuối cùng máu sẽ đông lại. Cục máu đông có xu hướng gây dính lá thành và lá tạng lại với nhau, hình thành sẹo trong màng phổi, nếu dính nhiều sẽ dẫn đến tình trạng được gọi là xơ hóa màng phổi (fibrothorax). Sau khi mất máu, một lượng máu nhỏ trong khoang màng phổi có thể kích thích màng phổi, làm cho dịch thấm thêm vào khoang màng phổi, dẫn đến tràn dịch màng phổi có máu. Hơn nữa, khi các enzym trong dịch màng phổi bắt đầu phá vỡ cục máu đông, nồng độ protein trong dịch màng phổi tăng lên. Kết quả là áp suất thẩm thấu của khoang màng phổi tăng lên, làm cho dịch từ các mô xung quanh từ các mô xung quanh thẩm thấu vào khoang màng phổi.

## Chẩn đoán
Tràn máu màng phổi thường được phát hiện bằng cách chụp X-quang ngực, mặc dù có thể chẩn đoán bằng siêu âm trong trường hợp khẩn cấp. Nghi ngờ tràn máu ở tất cả các ca bệnh có chấn thương ngực. Tuy nhiên, tia X đơn thuần có thể bỏ sót tràn máu màng phổi nhỏ trong khi các phương thức hình ảnh khác như chụp cắt lớp vi tính (chụp CT) hoặc chụp cộng hưởng từ (chụp MRI) nhạy hơn. Trong trường hợp nghi ngờ bản chất của dịch trong khoang, thủ thuật chọc dò lồng ngực có thể hút một lượng chất lỏng và đem đi phân tích. Khám lâm sàng luôn là bước quan trọng để nghi ngờ và chỉ định xét nghiệm. Nghe tim mạch đã được báo cáo là có độ chính xác gần 100% trong chẩn đoán tràn máu màng phổi.

### X-quang ngực
Chụp X-quang ngực là kỹ thuật phổ biến nhất được sử dụng để chẩn đoán tràn máu màng phổi. Lý tưởng nhất là nên chụp X-quang ngực thẳng, nhưng nếu bệnh nhân không thể đứng lên để chụp X-quang ngực thẳng thì có thể chụp X-quang nằm. Trên phim chụp X-quang ngực thẳng, tràn máu màng phổi thể hiện bằng hình ảnh mờ góc sườn hoành hoặc mờ một phần hoặc toàn bộ một bên của lồng ngực. Trên phim nằm ngửa, máu có xu hướng tụ thành lớp trong khoang màng phổi, phía phổi bị tràn máu có hình ảnh hơi mờ hơn so với phía bên kia. Tràn máu màng phổi nhỏ có thể bị bỏ sót trên phim chụp X-quang phổi vì nếu tràn máu chỉ vài trăm ml thì sẽ bị cơ hoành và tạng ổ bụng sẽ che khuất trên phim ngực thẳng. Chụp X-quang cột sống thậm chí còn kém nhạy hơn và có thể bỏ sót tổn thương nếu lượng tràn máu không quá 1 lít máu.

### Các phương pháp chẩn đoán hình ảnh khác
Siêu âm được sử dụng để phát hiện tràn máu màng phổi và các tràn dịch màng phổi khác. Kỹ thuật này được sử dụng đặc biệt trong các cơ sở chăm sóc tích cực và cơ sở điều trị chấn thương vì siêu âm cung cấp kết quả nhanh chóng, đáng tin cậy tại giường bệnh. Siêu âm nhạy hơn chụp X quang ngực trong việc phát hiện tràn máu màng phổi. Tuy vậy, siêu âm gặp khó khăn đối với bệnh nhân béo phì hoặc tràn khí dưới da. Khi cơ sở y tế không có máy chụp cắt lớp vi tính (CT scanner) hoặc bệnh nhân không thể di chuyển đến nơi chụp, siêu âm sẽ được chỉ định.
Chụp cắt lớp vi tính (CLVT hay CT scanner) rất hữu ích để chẩn đoán tràn máu màng phổi vì có thể phát hiện lượng chất lỏng nhỏ hơn nhiều so với chụp X-quang ngực đơn thuần. Tuy nhiên, CT scanner ít được sử dụng như một phương tiện chẩn đoán hình ảnh chính trong bệnh cảnh chấn thương, vì nó yêu cầu vận chuyển bệnh nhân đang bị bệnh nặng, tốc độ chụp chậm hơn X-quang và bệnh nhân phải nằm ngửa.
Chụp cộng hưởng từ hạt nhân (MRI) giúp phân biệt giữa tràn máu màng phổi và các dạng tràn dịch màng phổi khác, và có thể cho biết tình trạng tràn máu màng phổi đã tồn tại trong bao lâu. Máu tươi là hình ảnh chất lỏng giảm tín hiệu trên T1 nhưng tăng tín hiệu trên T2, trong khi máu tồn tại một vài giờ cho hình ảnh chất lỏng giảm tín hiệu trên cả T1 và T2. MRI không được sử dụng thường xuyên trong bệnh ảnh chấn thương do thời gian chuẩn bị và thực hiện chụp MRI mất thời gian và nếu bệnh nhân cử động thì chất lượng hình ảnh kém.

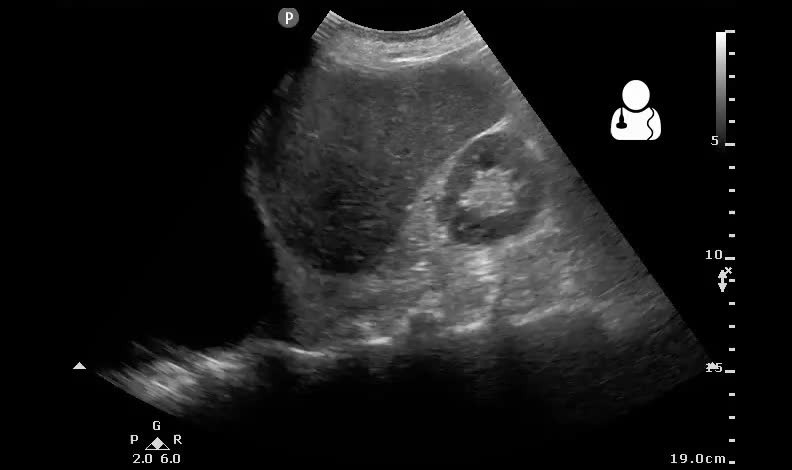
Siêu âm ngực cho hình ảnh tràn máu màng phổi bên trái
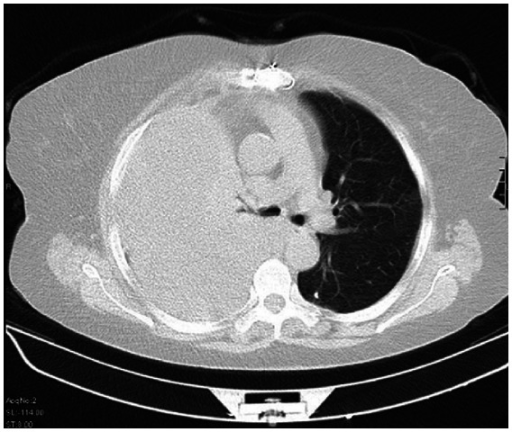
Chụp CT lồng ngực cho hình ảnh tràn máu màng phổi do sử dụng warfarin
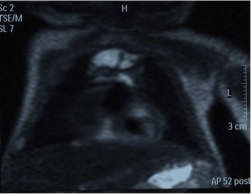
Chụp cộng hưởng từ lồng ngực cho hình ảnh tràn máu màng phổi ở trẻ 16 ngày tuổi

### Chọc dò màng phổi

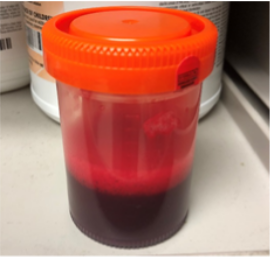
Mẫu dịch màng phổi trong bệnh cảnh tràn máu màng phổi được lấy bằng phương pháp chọc dò

Mặc dù chẩn đoán hình ảnh cho phép quan sát được chất lỏng có trong khoang màng phổi, nhưng có thể không rõ chất lỏng này có bản chất là gì. Đưa kim vào khoang màng phổi trong thủ thuật chọc dò màng phổi, cho dịch chảy ra và đưa đi làm xét nghiệm sẽ xác định được bản chất của chất lỏng. Trong bệnh cảnh tràn máu màng phổi cần đánh giá chỉ số hematocrit (là phần trăm thể tích của các tế bào hồng cầu trong máu). Tràn máu màng phổi được định nghĩa là có chỉ số hematocrit ít nhất bằng 50%, mặc dù trong bệnh tràn máu màng phổi mạn tính, hematocrit dao động từ 25 đến 50% phụ thuộc vào lượng dịch tiết thêm của màng phổi. Dịch màng phổi có thể làm loãng máu màng phổi trong vòng 3-4 ngày. Các tế bào hồng cầu trong tràn dịch màng phổi sẽ bị phá vỡ. Khi hematocrit > 5%, không thể phân biệt đâu là dịch màng phổi, đâu là máu chỉ bằng nhìn màu sắc. Vì lý do này, ngay cả khi giá trị hematocrit dưới 50%, vẫn có thể tiến hành các thăm khám sâu hơn để tìm xem có nguồn chảy máu hay không. Hematocrit có thể được tính gần đúng bằng cách chia số lượng hồng cầu của dịch màng phổi cho 100.000. Chọc dò màng phổi là xét nghiệm thường được sử dụng nhất để chẩn đoán chứng tràn máu màng phổi ở động vật. Tràn máu màng phổi cũng có thể là một biến chứng hiếm gặp của chọc dò màng phổi nếu chọc qua động mạch gian sườn.

## Điều trị
Điều trị tràn máu màng phổi phụ thuộc phần lớn vào mức độ chảy máu. Tràn máu ít thì dễ điều trị, nhưng tràn máu nhiều yêu cầu hồi sức bù dịch để thay thế lượng máu đã mất, dẫn lưu máu trong khoang màng phổi bằng cách sử dụng một thủ thuật được gọi là dẫn lưu màng phổi và có thể sẽ cần phẫu thuật lồng ngực hoặc phẫu thuật nội soi lồng ngực có hỗ trợ video (VATS) để ngăn chảy máu thêm. Đôi khi, nút động mạch qua catheter (transcatheter arterial embolization, TAE) được chỉ định để cầm máu. Một số điều trị bổ sung gồm thuốc kháng sinh để giảm nguy cơ nhiễm trùng và liệu pháp tiêu sợi huyết để phá vỡ cục máu đông trong khoang màng phổi.

### Dẫn lưu màng phổi

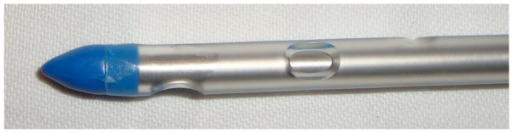
Ống dẫn lưu màng phổi

Đặt ống dẫn lưu trong thủ thuật dẫn lưu màng phổi có thể hút máu trong lồng ngực ra ngoài. Thủ thuật này được chỉ định cho hầu hết các nguyên nhân gây tràn máu màng phổi, nhưng cần tránh thực hiện khi bệnh nhân bị vỡ động mạch chủ mà cần xử trí bằng phẫu thuật ngay lập tức. Ống dẫn lưu màng phổi thường được đặt giữa các xương sườn ở khoang liên sườn (KLS) VI hoặc KLS VII ở đường giữa nách. Cần chú ý không để dẫn lưu bị tắc do cục máu đông vì sự tắc nghẽn này sẽ ngăn cản quá trình dẫn lưu khoang màng phổi. Đông máu xảy ra khi kích hoạt dòng thác đông máu do máu thoát ra khỏi mạch máu, tiếp xúc với bề mặt màng phổi, nhu mô phổi hoặc thành ngực bị thương, hoặc tiếp xúc với dẫn lưu. Dẫn lưu không hút được hết máu có thể dẫn đến tình trạng ứ máu màng phổi, làm tăng nguy cơ nhiễm trùng trong khoang màng phổi (tràn mủ màng phổi) hoặc hình thành mô sẹo (xơ hóa màng phổi). Nên sử dụng ống dẫn lưu có đường kính 24–36 F, vì có tác dụng làm giảm nguy cơ tắc do cục máu đông. Thao tác gõ, sờ nắn ống dẫn lưu thường được thực hiện để phòng tắc nghẽn, nhưng không có bằng chứng thuyết phục nào chứng minh rằng thao tác này cải thiện khả năng dẫn lưu của ống. Nên rút ống ngay khi dẫn lưu ngừng chảy dịch, vì đặt ống kéo dài sẽ làm tăng nguy cơ tràn mủ màng phổi.

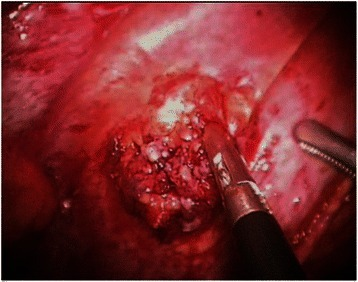
Hình ảnh được chụp trong phẫu thuật nội soi lồng ngực có video hỗ trợ (VATS) quan sát thấy tổn thương cơ hoành. Tràn máu màng phổi trong case này là do chồi xương sườn bị gãy gây tổn thương các cơ quan lân cận.

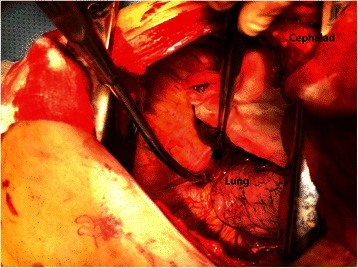
Hình ảnh được chụp trong quá trình phẫu thuật mở lồng ngực xử trí tràn máu màng phổi cho thấy nguồn chảy máu do rách dây chằng phổi và không có tổn thương rõ ràng nào khác.

### Phẫu thuật
Khoảng 10–20% trường hợp mắc bệnh máu khó đông do chấn thương cần xử trí bằng phẫu thuật. Tràn máu màng phổi nhiều, hoặc tràn máu màng phổi mà máu chảy liên tục khi dẫn lưu thì có thể cần phẫu thuật. Có thể thực hiện phẫu thuật mở lồng ngực hoặc sử dụng phương pháp phẫu thuật nội soi lồng ngực có video hỗ trợ (Video-assisted thoracoscopic surgery, VATS). Mặc dù không có ngưỡng giới hạn được chấp nhận rộng rãi cho thể tích máu mất trước khi chỉ định phẫu thuật, nhưng thường bác sỹ sẽ chỉ định phẫu thuật khi:
- Dẫn lưu thấy lượng máu thoát ra trên 1500 mL,
- Tốc độ chảy máu trên 500mL trong giờ đầu tiên và trên 200 mL/giờ trong những giờ tiếp theo,
- Huyết động không ổn định, hoặc cần truyền máu nhiều lần.

Phương pháp VATS ít xâm lấn hơn và rẻ hơn phẫu thuật mở lồng ngực, và có thể giảm thời gian nằm viện, nhưng ưu tiên phẫu thuật mở lồng ngực khi bệnh nhân có sốc giảm thể tích để theo dõi chảy máu. Thời gian lý tưởng để phẫu thuật nên được thực hiện trong vòng 72 giờ kể từ khi bị thương vì càng chậm trễ thì càng làm tăng nguy cơ biến chứng. Trong tràn máu màng phổi có cục máu đông, VATS là thủ thuật ưa thích để loại bỏ cục máu đông và được chỉ định nếu tràn máu màng phổi lấp đầy từ 1/3 trở lên dung tích một bên khoang màng phổi. Thời gian lý tưởng để loại bỏ cục máu đông bằng VATS là 48–96 giờ, nhưng vẫn có thể cố gắng thực hiện sau 9 ngày kể từ khi chấn thương.

### Phương pháp khác
Phương pháp chọc hút lồng ngực không còn được sử dụng trong điều trị tràn máu màng phổi, mặc dù vẫn có thể được sử dụng để điều trị tràn máu lượng nhỏ. Trong tràn máu màng phổi theo chu kỳ kinh nguyệt, chảy máu thường tự giới hạn và nhẹ. Hầu hết những người có tình trạng này đều ổn định và có thể được điều trị bằng liệu pháp hormone nhưng chỉ chữa được một phần. Phẫu thuật cắt bỏ mô nội mạc tử cung cần thiết trong các trường hợp hay tái phát. Tuy nhiên, bệnh này có tỷ lệ tái phát cao. Cần hồi sức bằng dịch truyền tĩnh mạch hoặc bằng các chế phẩm máu. Trong những trường hợp tối cấp, có thể truyền dịch trước khi nhập viện. Cần xử trí những bất thường về đông máu chẳng hạn do bệnh nhân dùng thuốc chống đông máu. Chỉ định kháng sinh dự phòng trong 24 giờ trong trường hợp chấn thương. Cục máu đông vẫn có thể tồn tại trong khoang màng phổi mặc dù đã dẫn lưu màng phổi. Đây là yếu tố nguy cơ gây nên các biến chứng như xơ hóa màng phổi hoặc tràn mủ màng phổi. Cần loại bỏ những cục máu đông còn sót lại, tốt nhất là sử dụng phương pháp phẫu thuật nội soi lồng ngực có video hỗ trợ (VATS). Nếu không có VATS, một giải pháp thay thế là liệu pháp tiêu sợi huyết như bơm streptokinase hoặc urokinase trực tiếp vào khoang màng phổi từ bảy đến mười ngày sau chấn thương. Liệu pháp tiêu sợi huyết có nhược điểm là chi phí cao, thời gian nằm viện kéo dài. Cục máu đông còn sót lại không tiêu biến khi đáp ứng với thuốc tiêu sợi huyết cần phẫu thuật cắt bỏ.

## Tiên lượng
Tiên lượng tràn máu màng phổi phụ thuộc vào lượng máu, phương pháp điều trị và nguyên nhân ban đầu. Tràn máu màng phổi nhỏ có thể ít gây ra vấn đề. Trong những trường hợp tràn máu màng phổi nghiêm trọng không được điều trị có thể gây tử vong nhanh chóng do mất máu không kiểm soát. Nếu không được điều trị, sự tích tụ của máu có thể gây tăng áp lực lên trung thất và khí quản, hạn chế chức năng đổ đầy tim. Tuy nhiên, nếu được điều trị, tiên lượng sau chấn thương tràn máu màng phổi thường thuận lợi. Ngoài ra tiên lượng còn phụ thuộc vào các chấn thương phối hợp khác, tuổi của người bệnh và nhu cầu thở máy. Tràn máu màng phổi gây ra bởi các tình trạng lành tính như lạc nội mạc tử cung khi điều trị thường có tiên lượng tốt, trong khi những bệnh do u sợi thần kinh típ 1 có tỷ lệ tử vong là 36% và những trường hợp do vỡ động mạch chủ thường có tiên lượng tử vong. Vết thương xuyên thấu hiếm gặp hơn nhưng có tỷ lệ tử vong cao hơn nhiều, thường 90% case tử vong trước khi nạn nhân chuyển đến bệnh viện. Vết thương do súng bắn (hỏa khí) có liên quan đến tỷ lệ tử vong cao hơn so với vết thương do dao đâm (bạch khí). Trong các trường hợp vết thương xuyên thấu liên quan đến tim, tiên lượng sống sót ít hơn 1%.

### Biến chứng
Máu nếu không được dẫn lưu hết khỏi khoang màng phổi thì có thể gây nên biến chứng. Máu sót lại trong khoang màng phổi làm tăng nguy cơ nhiễm trùng và được gọi là tràn mủ màng phổi, xảy ra trong 3-4% các trường hợp chấn thương, và 27-33% trường hợp không hút hết máu trong tràn máu màng phổi. Nhiễm trùng xảy ra với tỷ lệ cao hơn ở những người bị sốc, có khoang màng phổi bị nhiễm bẩn khi chấn thương, rò phế quản-màng phổi kéo dài và dập phổi. Giữ ống dẫn lưu vô trùng và giữ màng phổi gần nhau để ngăn chất lỏng hoặc máu tích tụ làm giảm nguy cơ nhiễm trùng. Máu bị giữ lại có thể gây kích ứng màng phổi, hình thành mô sẹo (kết dính). Nếu mô sẹo này lớn dần lên, nó sẽ bao bọc phổi, hạn chế chuyển động của thành ngực, gây nên xơ hóa màng phổi. Ít hơn 1% các trường hợp có biến chứng xơ hóa màng phổi, thương gặp biến chứng nhiễn trùng hơn. Sau khi rút ống ngực, trên 10% trường hợp tràn máu màng phổi hầu hết tự giới hạn lại tổn thương và không để lại biến chứng lâu dài. Trong những trường hợp như vậy, phẫu thuật nội soi lồng ngực giúp loại trừ khả năng nhiễm trùng. Các biến chứng tiềm ẩn khác gồm xẹp phổi, nhiễm trùng phổi, tràn khí màng phổi, nhiễm trùng huyết, suy hô hấp, huyết áp tụt, nhịp tim nhanh, viêm phổi, dính và suy giảm chức năng phổi.

## Dịch tễ học
Chấn thương lồng ngực dẫn đến khoảng 16.000 đến 30.000 ca tử vong mỗi năm. Ở Mỹ hàng năm có khoảng 300.000 trường hợp tràn máu màng phổi. Đa chấn thương (chấn thương nhiều cơ quan khác nhau trên cơ thể) liên quan đến chấn thương ngực trong 60% trường hợp và thường dẫn đến tràn máu màng phổi. Trong một nghiên cứu, 37% số người nhập viện vì chấn thương ngực kèm chấn thương sọ não. Tràn máu màng phổi thường xảy ra do xương sườn gãy di lệch.